# Besomming
Onder besomming wordt verstaan de opbrengst van een visreis of die van het totaal der opbrengsten van een visseizoen of teelt. Het begrip is inmiddels verouderd geraakt; het woord was vooral in gebruik ten tijde van de vleetvisserij op haring. De bemanning van een vissersschip - met name destijds de logger - kreeg van de opbrengst of besomming van de aangevoerde haring een vast percentage uitgekeerd.